# 尊王論

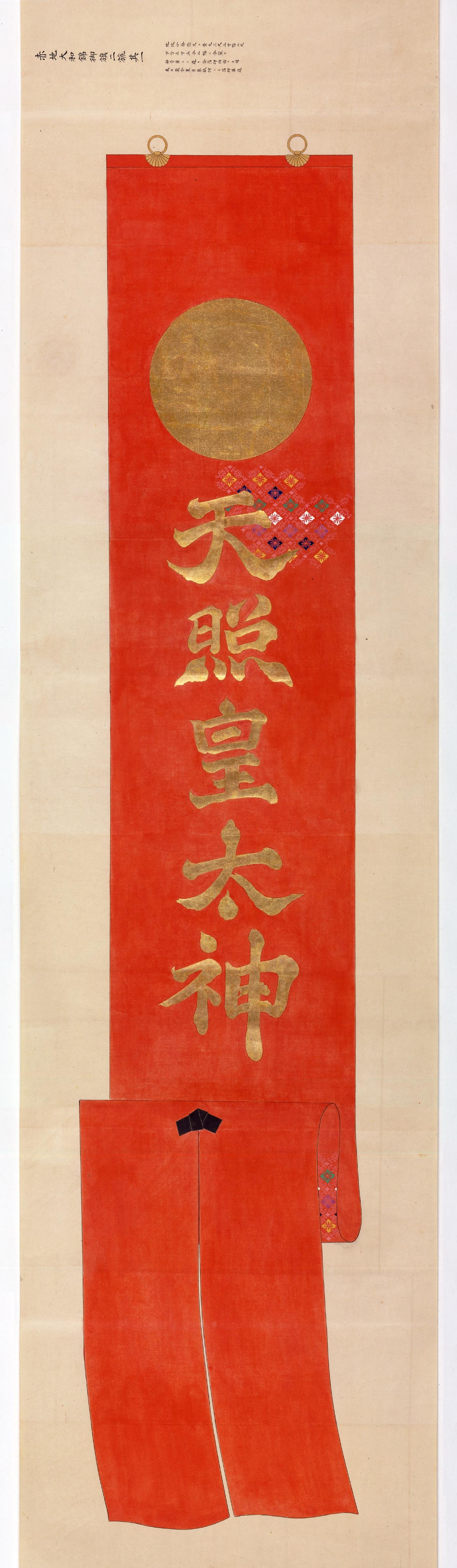
戊辰戦争で官軍が用いた錦旗。

尊王論（そんのうろん）とは、王者を尊ぶ思想のこと。もとは中国の儒教に由来し、日本にも一定の変容を遂げたうえで持ち込まれた。

## 概要
儒教における理念で、仁徳による統治を意味する「王道」と、武力や策略による統治である「覇道」を対比し（孟子#王覇を参照）、王道を尊ぶことを説くのが尊王論である。(尊王斥覇(せきは))
中国においては「王者」のモデルは古代周王朝の王であったことからもともと「尊王」と書いた。
日本では当初鎌倉時代から南北朝時代にかけて尊王論が受容され、天皇を「王者」、武家政権（幕府）を「覇者」とみなし後者を否定する文脈で用いられ、鎌倉幕府の滅亡・建武の新政への原動力となった。
幕藩体制においては、朝廷は幕府の制約を受けていたが、権威的秩序、宗教的な頂点の存在として位置づけられた。幕政改革の混乱や、異国船の来航による対外的緊張等政治的混乱が起こると、幕府は秩序維持の為大政委任論に依存して朝廷権威を政治利用し、朝廷の権威が復興する。
江戸時代中期に国学がさかんになり、記紀や国史、神道等の研究が行われ、武士や豪農等の知識層へも広まる。また、天皇陵の修復や、藩祖を皇族に結びつける風潮も起こる。
幕末には、平田国学や水戸学等ナショナリズムとして絶対化され、仏教を排斥する廃仏毀釈としても現れる。幕府が諸外国と条約を結び、鎖国体制を解いて開国を行うと、攘夷論と結合して尊王攘夷（尊攘）となり、幕政批判や討幕運動等へと展開していく素地のひとつとなり、明治以降の国体論や国家神道へも影響する。

## 朱子学との関係
徳川幕府は朱子学を支配原理として採用し、官学として、儒教思想を定着させた。しかし、もともと武士の争乱の末に政権を奪取した徳川幕府は「王道」に反する「覇道」にあたるから、朱子学による幕府の正統化の論理は、最初から矛盾をはらんでいた。山鹿素行は、儒学のモデルであり、当時の憧れの対象であった中国明が滅び、清に支配されて、もはや規範ではなくなったため、日本こそが儒学の正統だとして、「日本こそ中国である」と論じた。また、儒教思想の日本への定着はすなわち、中華思想（華夷思想）の日本への定着を意味し、近代の皇国史観などに影響を与え、日本版中華思想ともいうべきものの下地となった。儒教では、湯武放伐を認めるかどうかが難題とされてきたが、徳川幕府は朱子学について孟子的理解に立ち、湯武放伐、易姓革命論を認めており、そうすると天皇を将軍が放伐してよいことになるため、山崎闇斎を始祖とする崎門学派が湯武放伐を否定して、体制思想としての朱子学を反体制思想へと転化させた。そして、従来は同じく中国思想であったものが日本化した攘夷論とむすびつき、幕府や幕藩体制を批判する先鋭的な政治思想へと展開していき、この思想が明治維新の原動力となった。また、「昭和維新」を標榜する昭和期の右翼や二・二六事件の反乱軍などにより「尊皇討奸」というスローガンが掲げられている。
なお幕末期における「尊王」の対義語として「佐幕」という言葉が使われることがあるが、「佐幕」は「尊王」と矛盾するものではなく、「佐幕」の対義語はあくまで「倒幕」である。なにより孝明天皇自身が討幕に強く反対していたこともあり、「尊王敬幕」というスタンスを打ち出した藩もあった。

## 自由党の尊王論
板垣退助は、明治15年(1882年)3月、『自由党の尊王論』を著し、自由主義は尊皇主義と同一であることを力説し自由民権の意義を説いた。